# 第二次桂林戰鬥
桂林戰鬥發生於1922年10月1日，地點則是在中國桂北一帶。是北洋政府時期大型戰鬥之一。桂林戰鬥的交戰雙方，一方為進攻的北伐軍另一方為防守的桂自治軍。戰鬥結束後，北伐軍攻佔桂林。

## 參看
- 北洋政府
- 中華民國北洋政府時期內戰戰鬥列表